# Ruínas Romanas do Edifício das "Frigideiras do Cantinho"
O estabelecimento de restauração mais antigo da cidade de Braga, “Frigideiras do Cantinho” foi fundado nos finais do séc. XVIII, em 1796, no reinado de D. Maria I.
Este estabelecimento destaca-se por conservar, no seu interior, estruturas que terão pertencido a uma domus. No ano de 1996, quando o restaurante foi remodelado foram descobertas ruínas de uma casa romana, datadas dos séculos III/V d.C. No interior do edifício foi construída uma estrutura em vidro, que permite aos clientes observarem, no subsolo, um corredor de distribuição a outros compartimentos no lado poente. Na parte nordeste do corredor existe um espaço em ruínas com restos de um hipocausto que poderá ter sido utilizado para aquecer água para banhos privados.
Este restaurante é frequentemente inserido em roteiros pelos pontos turísticos do património histórico da cidade de Braga.